# Francisco Borrell
Francisco Borrell Valls (Sant Boi de Llobregat, 17 luglio 1934 – 20 ottobre 1992) è stato un cestista spagnolo.

## Carriera
Con la Spagna ha disputato i Campionati europei del 1959.